# Альтьери

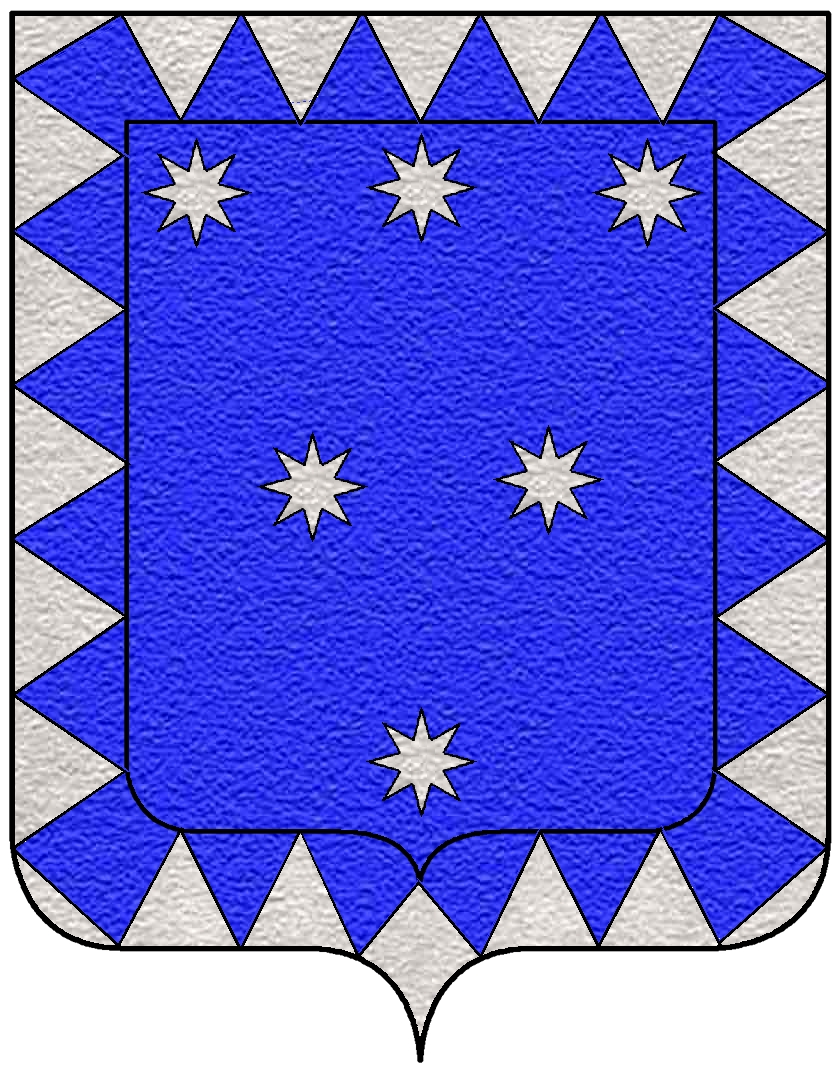
Герб Альтиери

Альтьери (Альтиери) — римская княжеская фамилия, ведет своё начало от древнего земельного рода, который с XII века часто встречается среди городского, отличного от ленного, римского дворянства.
Марк Антонио Альтьери (1450—1532), занимал видные гражданские должности и был одним из представителей движения гуманизма. Напечатанное в 1873 году в Риме его сочинение «Li Nuptiali» имеет важное значение для изучения истории нравов того времени.
Эмилио Альтьери (1590—1676)  в 1670 году под именем Климента X вступил на папский престол; но с ним в 1676 году угас род Альтьери, его имя и владения перешли к маркизу Гаспаро Паллучи дельи Альбертони (1650 — 09.07.1720), мужу его племянницы Лауры-Екатерины и потомку одного уже раньше породнившегося с Альтьери, также древнего, богатого и знатного римского рода. И в этой, как и в других папских фамилиях, скопилось мало-помалу множество самых разнообразных титулов. Альтьери были князьями Ориало и Виано, герцогами Монтерано, капитанами папской почетной гвардии; кардинальская шапка украшала не раз членов этого рода; они породнились с семействами Колонна, Орсини, Борромео, Бонкампаньи и другими.
Дон Палуччо Альтьери (31.07.1760 — 10.01.1834) женился на Марии-Анне, дочери принца Ксаверия Саксонского (от морганатического брака этого последнего с Кларой Марией Розой Спинуччи фон Фермо) и скончался римским сенатором.
Его старший сын, князь Климент Альтьери (06.08.1795 — 21.06.1873), капитан почетной гвардии, был женат на Виктории Бонкампаньи Людовизи.
Второй сын, Луиджи Альтьери (17.07.1805 — 11.08.1867), камергер папы римского Льва XII и архиепископ Эфесский in partibus, был в течение многих лет папским нунцием в Вене; получив затем в 1845 году кардинальскую шапку, он был одним из самых влиятельных членов Святой Коллегии. По занятии Рима в 1849 году генералом Удино он вместе с кардиналами делла Дженга и Ванничелли-Казони образовал комиссию, принявшую на себя управление за отсутствовавшего папу, который был ещё на Гаэте; затем он был президентом Рима и Комарги, эрцканцлером Университета Сапиэнца (Sapienza) и скончался в своём епископском городе Альбано, куда он отправился во время свирепствовавшей там холеры.

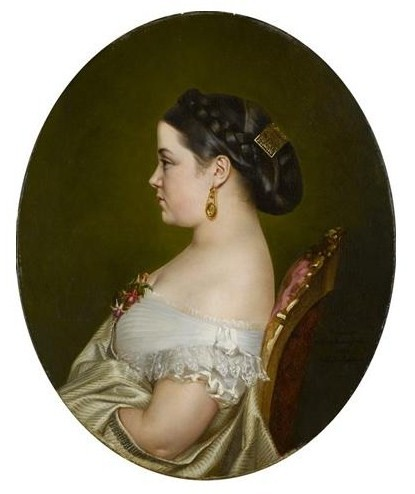
Ольга Альтьери

Князь Альтьери Дон Эмилио (20.03.1819 —13.01.1900), был женат на донне Беатриче Архинто Миланской; его единственный сын Дон Паоло (17.11.1849 — 04.01.1901), женился в 1874 году на Матильде, графине Виртембергской, дочери графа Вильгельма, герцога Урахского.
Дон Лоренцо (1829—1899), брат князя Эмилио, с 1876 года состоял в браке с княжной Ольгой Александровной Кантакузен (1843—1929), внучкой Н. Р. Кантакузина.
Палаццо Альтьери на Пьяцца-дель-Джезу в Риме был начат кардиналом Джованни Баттиста Альтьери, старшим братом папы Климента X; по проекту архитектора Джованни Антонио Де Росси, но план здания в течение времени подвергался частым изменениям.

## Источник
- Альтиери // Энциклопедический словарь Брокгауза и Ефрона : в 86 т. (82 т. и 4 доп.). — СПб., 1890—1907.